# Різдв'яне печиво

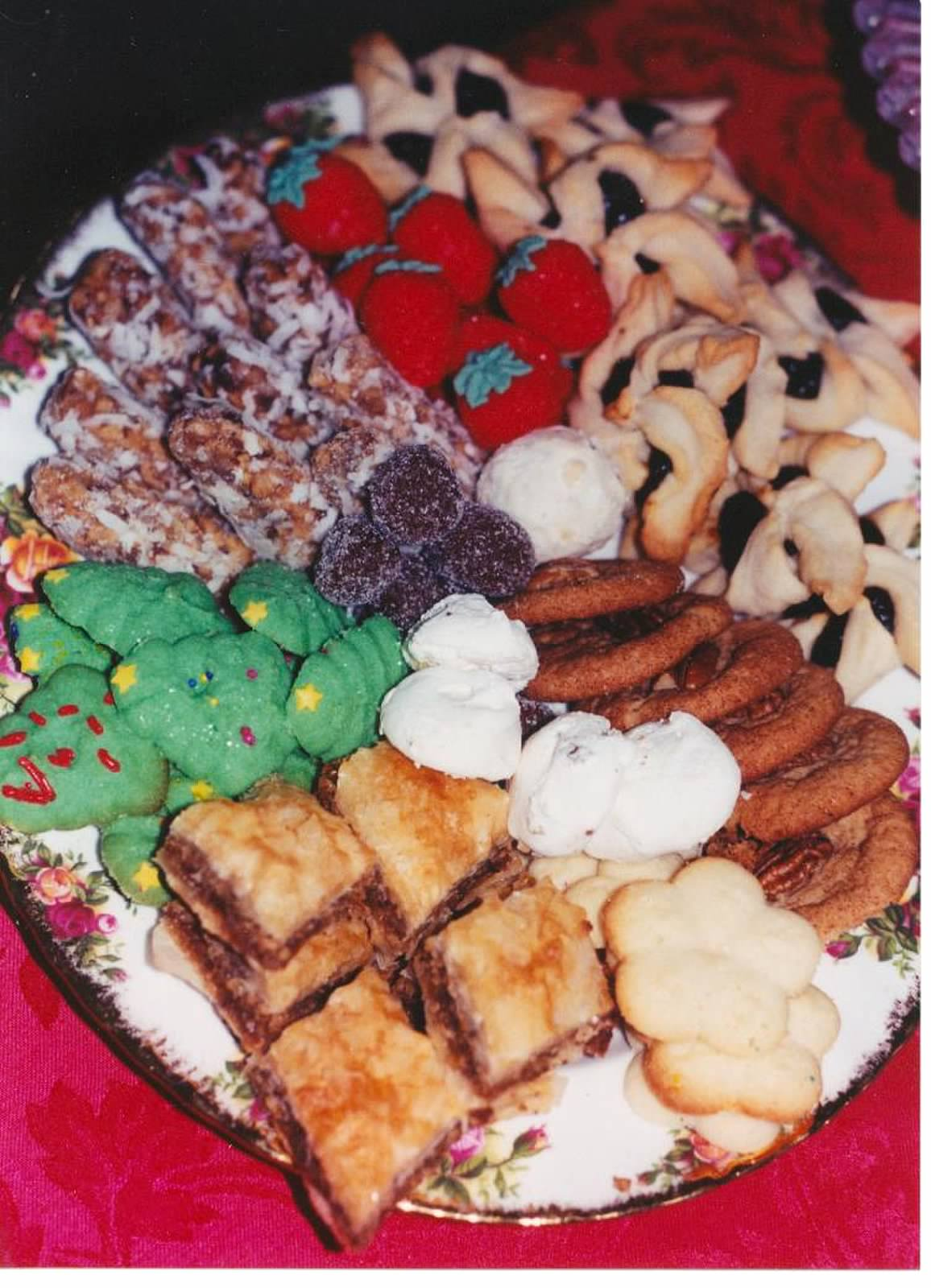
Традиційний святковий лоток з печивом

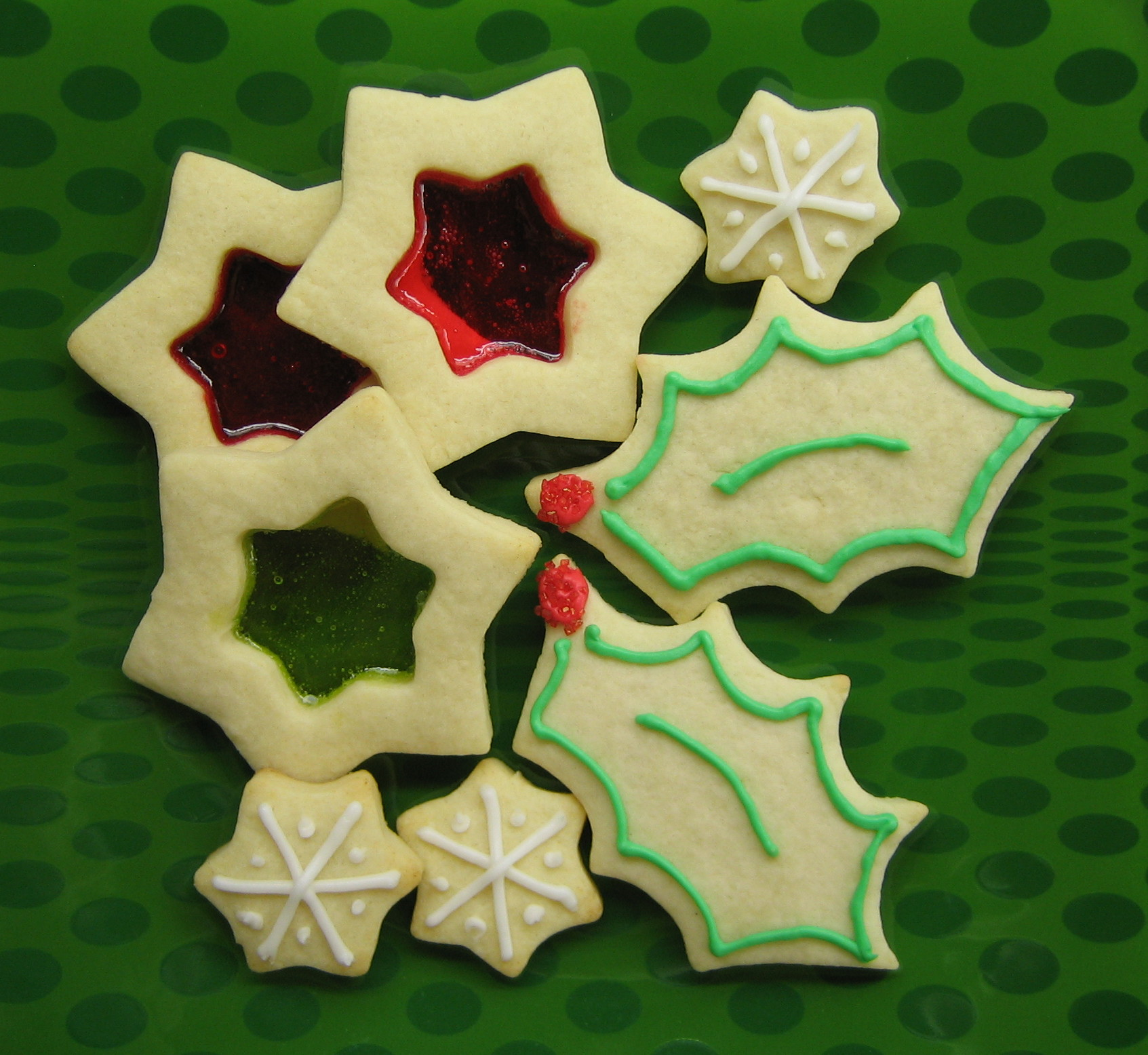
Сучасне різдвяне печиво в канадському та американському стилях

Різдвяне печиво — це традиційно цукрове печиво або бісквіт (хоча можуть використовуватися інші смаки залежно від сімейних традицій та індивідуальних уподобань), нарізане різними формами, пов'язаними з Різдвом.

## Історія
Сучасне різдвяне печиво бере свій початок від рецептів печива середньовічної Європи, коли багато сучасних інгредієнтів, таких як кориця, імбир, чорний перець, мигдаль і сухофрукти, були представлені на заході. У XVI столітті різдвяне печиво стало популярним по всій Європі, у Німеччині — лебкухен, у Швеції — піпаркукас, а в Норвегії — крумкаке.
Найперші зразки різдвяного печива в Сполучені Штати були привезені голландцями на початку XVII століття. Завдяки широкому асортименту дешевої імпортної продукції з Німеччини між 1871 і 1906 роками після зміни законодавства про імпорт, формочки для печива стали доступними на американських ринках. Ці імпортні форми для печива часто зображували дуже стилізовані зображення з предметами, призначеними для того, щоб повісити на ялинку. Завдяки наявності цього посуду в кулінарних книгах почали з'являтися рецепти, призначені для їх використання. На початку XX століття торговці США також імпортували з Німеччини прикрашене печиво Lebkuchen для використання як подарунки.
У Канаді та Сполучених Штатах з 1930-х років діти залишають печиво та молоко на столі для Санта-Клауса на Святвечір, хоча багато людей просто їдять печиво самі. Печиво часто нарізають у формі цукеркових тростинок, оленів, листя падуба, різдвяної ялинки, зірок або янголів.

## Популярне різдвяне печиво

### Пряник
Пряник існував у тій чи іншій формі з того часу, як цукор і спеції були привезені в Європу від солдатів під час хрестових походів. Однак лише після того, як королева Вікторія та принц Альберт включили його до низки інших німецьких різдвяних традицій, імбирне печиво стало в основному асоціюватися з Різдвом. Традиційним в Ельзасі є імбирне печиво.

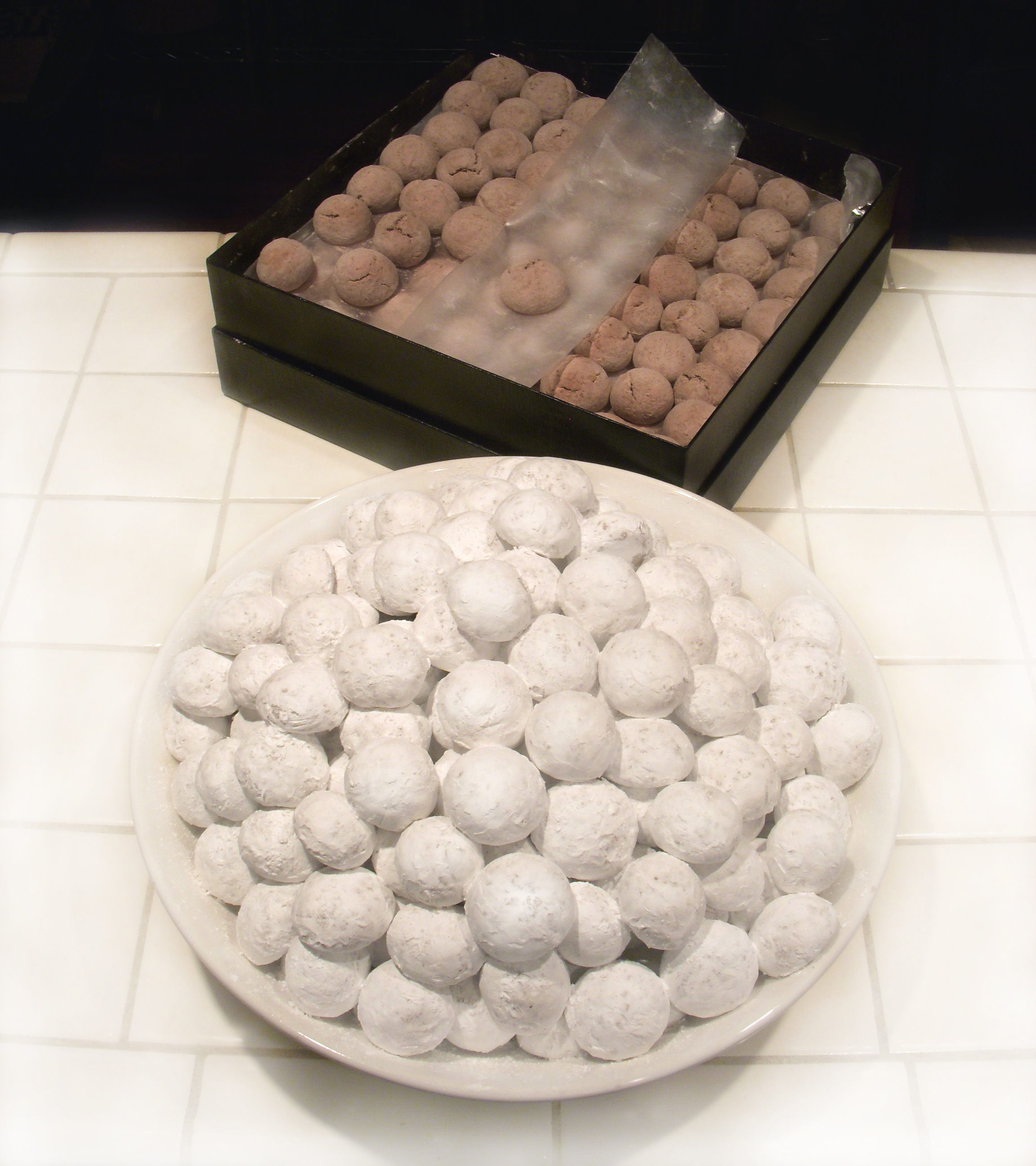
Дві порції пфеффернюсе: вкриті цукром у мисці, вкриті какао в коробці.

### Бределе
Бределе — різдвяне печиво в ельзаській кухні Франції.

### Кленят
Традиційне печиво Кленят, яке походить із середньовіччя в Норвегії, смажиться у фритюрі в несолоному жирі.

### Керсткрансєс
Керсткрансєс — традиційне різдвяне печиво з Нідерландів. Вони круглі з отвором посередині. У найпоширенішому вигляді як прикраса використовується мигдалева стружка.

### Крумкаке

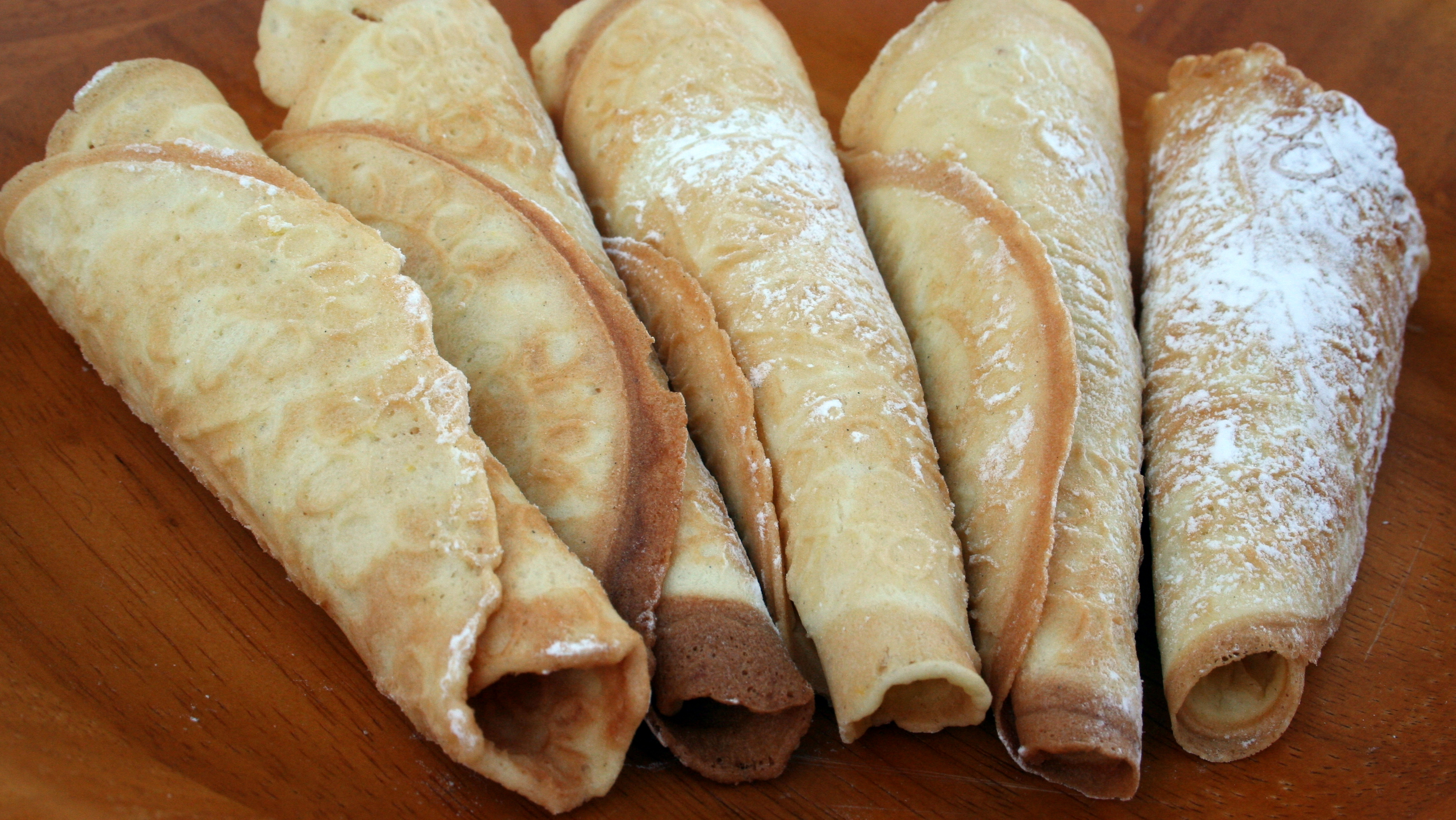
П'ятиконусоподібний крумкакер

Крумкаке — традиційне печиво з Норвегії. Спочатку їх випікали на відкритому вогні за допомогою декоративних прасок; однак сучасні кухарі використовують електричні або кухонні плити для випікання цього тонкого печива. Крумкаке зобов'язаний своєю назвою, що означає «зігнутий пиріг» або «скручений пиріг», тому, що вони загорнуті у форму конуса.

### Пеппаркакор
Пеппаркакор — хрустке тонке імбирне печиво зі Швеції, традиційно вирізане у формі квіток і сердечок.

### Пфеффернус
Пфеффернус походить зі Скандинавії та датується середньовіччям, коли спеції використовувалися виключно для святкової випічки.

### Репостерія
Репостерія — мексиканський тип пісочного печива, яке злегка випікають і занурюють у суміш цукру з корицею, доки цукор з корицею не покриє печиво. Їх часто подають з кавою або мексиканським шоколадом із гострими спеціями.

### Піщані бакелі

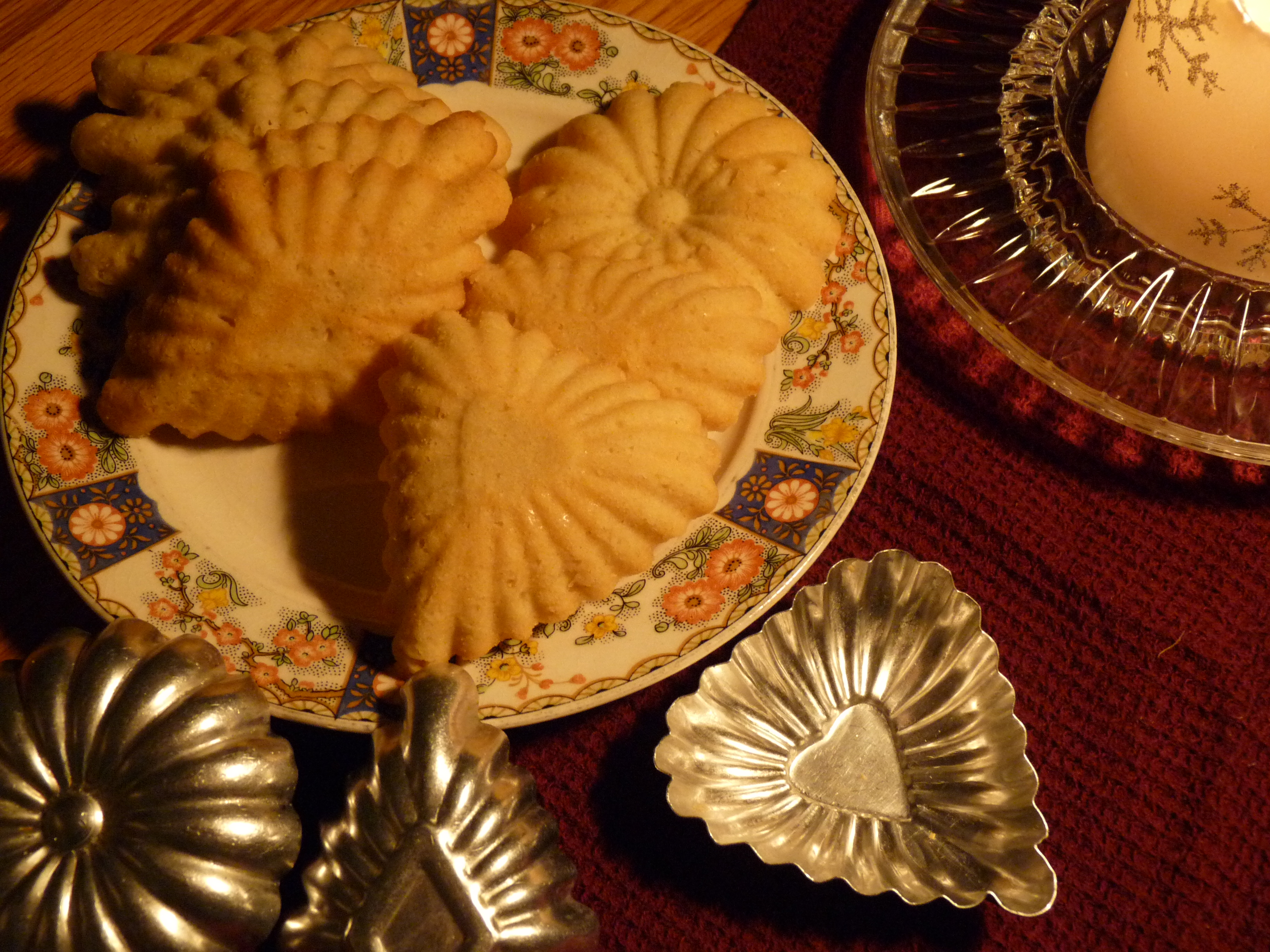
Пісочні випічки та форми

Сандбекелс — це цукрове печиво з Норвегії ХІХ століття. Тісто пресують у формочки, а потім запікають у духовці.

### Шпрінгерле
Шпрінгерле — традиційне різдвяне печиво у південній Німеччині (Баварія та Баден-Вюртемберг) та Австрії протягом століть. Це печиво зі смаком анісу, виготовлене з яєчно-борошно-цукрового тіста. Зазвичай вони мають прості форми, такі як прямокутники або кола.

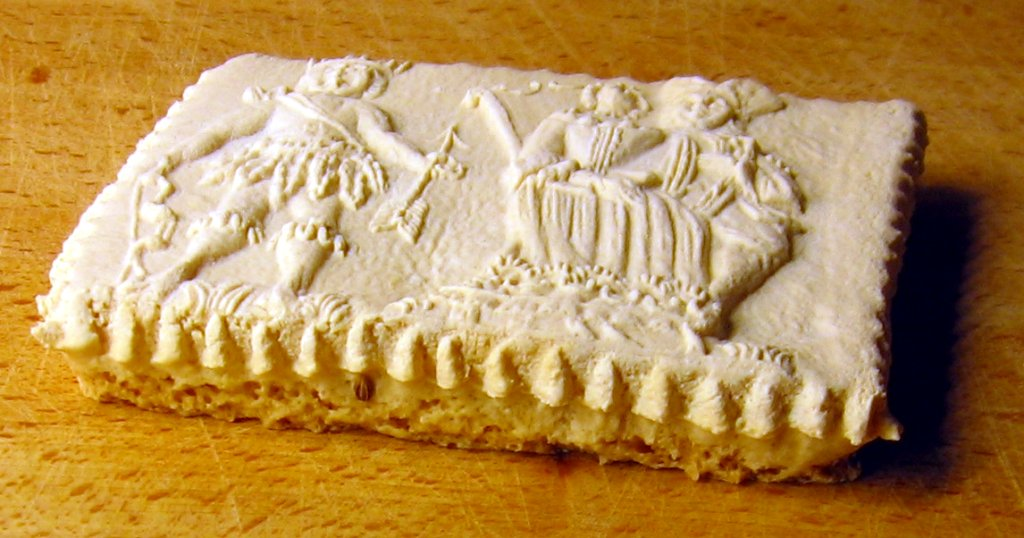
Традиційний австрійський шпрінгерле

Після формування вони зазвичай мають малюнок або дизайн, вдавлений у м'яке тісто за допомогою спеціально вирізаних качалок або пресів. Після випікання візерунки іноді фарбують, якщо ви плануєте використовувати печиво як прикраси.

### Цукрове печиво
Сучасне цукрове печиво, яке також називають амішським цукровим печивом або назаретським цукровим печивом, створили моравці, які оселилися в районі Назарету з Німеччини в середині XVIII століття. Пенсильванія прийняла цукрове печиво як офіційне державне печиво у 2001 році.